# 风箱树属
风箱树属（学名：Cephalanthus）是茜草科下的一个属，为灌木至小乔木植物。该属共有17种，分布于美洲和亚洲。

## 下属物种
- 风箱树　Cephalanthus tetrandrus